# Let’s Dance/Staffel 9
Die neunte Staffel der Live-Tanzshow Let’s Dance lief zwischen dem 11. März und 3. Juni 2016.

## Die Show
Nachdem im Dschungelcamp-Finale am 30. Januar mit Michael Wendler bereits der erste Kandidat verkündet wurde, gab der Sender in der Folgewoche bis 4. Februar nach und nach alle weiteren Teilnehmer bekannt. Zum zweiten Mal nahmen 14 Tanzpaare am Wettbewerb teil.
In der vierten Sendung feierte eine neue Art Gruppen-Battle ihre Premiere. Dazu bildeten alle männlichen wie weiblichen Promi- und Profi-Tänzer jeweils ein Team und erarbeiteten gemeinsam eine eigene Choreografie, die von dem Videoclip des vorgegebenen Musikbeitrags inspiriert sein sollte. Die Männer präsentierten sich dabei zu Everybody (Backstreet’s Back) von den Backstreet Boys, während die Frauen zum Titel Wannabe der Spice Girls zu überzeugen versuchten. Für beide Darbietungen gab es eine von der Jury einstimmig beschlossene Gruppenpunktzahl, die zusätzlich in die bis dahin erreichte Wertung und der sich daraus ergebenden Rangfolge einfloss.
Das traditionelle Tanz-Duell, das in der siebten Sendung auf dem Programm stand, wurde dahingehend abgewandelt, dass beide Teams ihre jeweils eigene Choreografie erstmals zum selben Musiktitel entwickelten und die „Kapitäne“ nicht von den Zuschauern oder Teilnehmern bestimmt wurden, sondern sich aus den beiden höchsten Punktewertungen in der zurückliegenden Show ergaben. So durfte Sarah Lombardi das Team „Ullinators“ anführen, in das sie Eric Stehfest, Alessandra Meyer-Wölden und Ulli Potofski hinzuwählte, während sich Julius Brink für Jana Pallaske, Victoria Swarovski und Nastassja Kinski entschied, worauf sie sich auf den Namen „Heart-Core“ tauften. In beiden Gruppen wirkten auch die jeweils zugehörigen Profipartner der Kandidaten mit.
In der achten Sendung, die unter dem Motto „Around the World“ stand, fanden mit Merengue, Lindy Hop und Lambada nach 2014 erneut Tanzstile Einzug in die Sendung, die bis dahin noch nie Bestandteil gewesen waren. Ein weiteres Novum war die Fusion als Paartanz in Show 10 (in den Staffeln 6 und 7 stand sie bereits in Form von Team-Battles auf dem Programm). Sie vereint zwei völlig unterschiedliche Tanzstile miteinander, die die Kandidaten im Vorfeld schon erlernt haben, und wurde zum selben Musiktitel getanzt. In gleicher Form weiter etabliert wurden die 2015 neu eingeführten, direkten Tanzduelle jeweils zweier verbliebener Paare zur selben Choreografie wie auch die Impro-Tänze, welche innerhalb von nur 20 Minuten von den Halbfinalisten zu erarbeiten waren.
Franziska Traub zog sich beim Tanztraining zur dritten Sendung eine schwere Knieverletzung zu und konnte infolgedessen nicht mehr am Wettbewerb teilnehmen. Aufgrund eines pietätlosen Tweets nach dem Tod von Roger Cicero durfte jedoch nicht Niels Ruf als zuletzt Ausgeschiedener nachrücken, wie es das Reglement des Formats eigentlich vorsieht. Stattdessen nahm Ulli Potofski – trotz eines Herzinfarkts seiner Frau kurz vor Showbeginn, allerdings auf ihren Wunsch hin – Traubs Platz ein, der das Parkett ursprünglich bereits nach der ersten Show hatte verlassen müssen.
 Nur wenige Tage später zog sich Profitänzer Ilia Russo einen Hexenschuss zu, weshalb Sonja Kirchberger für das weitere Training und den noch folgenden Auftritt Traubs Tanzpartner Vadim Garbuzov zur Seite gestellt bekam. Während der Generalprobe zur vierten Show verspürte dann Julius Brink einen stechenden Schmerz, welcher sich als Leistenzerrung entpuppte. Daraufhin wurde er sieben bis zehn Tage krankgeschrieben und konnte somit an der fünften Sendung nicht teilnehmen. Ein familiärer Trauerfall zwang auch Victoria Swarovski zu einer einwöchigen Pause. Zwar präsentierte sie zwei Tage nach dem Ereignis ihre Tanzdarbietung noch, bat dann aber notwendigerweise um eine die Folgewoche betreffende Auszeit. Obwohl sie sich schließlich während des wieder aufgenommenen Trainings einen Rippenbruch zuzog, konnte sie ohne erneuten Ausfall in den Folgerunden verbleiben. Michael Wendler blieb nach einem Kreislaufkollaps dagegen die Rückkehr auf das Parkett für eine letzte Darbietung im Finale verwehrt.
Während des Finales am Abend vom 3. auf den 4. Juni wurde Punkt Mitternacht, kurz vor Verkündung der Endplatzierungen, der Start des neuen Senders RTLplus zelebriert.

## Kandidaten
| Platz | Kandidat                | Profitänzer             |
| ----- | ----------------------- | ----------------------- |
| 01    | Victoria Swarovski      | Erich Klann             |
| 02    | Sarah Lombardi          | Robert Beitsch          |
| 03    | Jana Pallaske           | Massimo Sinató          |
| 04    | Eric Stehfest           | Oana Nechiti            |
| 05    | Julius Brink            | Ekaterina Leonova       |
| 06    | Ulli Potofski           | Kathrin Menzinger       |
| 07    | Alessandra Meyer-Wölden | Sergiu Luca             |
| 08    | Nastassja Kinski        | Christian Polanc        |
| 09    | Michael Wendler         | Isabel Edvardsson       |
| 10    | Thomas Häßler           | Regina Luca             |
| 11    | Sonja Kirchberger       | Ilia Russo (Show 1–3)   |
| 11    | Sonja Kirchberger       | Vadim Garbuzov (Show 4) |
| 12    | Attila Hildmann         | Oxana Lebedew           |
| 13    | Franziska Traub         | Vadim Garbuzov          |
| 14    | Niels Ruf               | Otlile Mabuse           |

## Tänze
| Show                             | Datum          | Tänze in der Show |
| -------------------------------- | -------------- | --- |
| 1. Show                          | 11. März 2016  | Quickstepp, Langsamer Walzer, Cha-Cha-Cha oder Wiener Walzer |
| 2. Show                          | 18. März 2016  | Salsa, Rumba, Jive oder Slowfox |
| 3. Show – 80er-Jahre-Special     | 01. April 2016 | Jive, Tango, Paso Doble, Rumba, Contemporary Dance oder Slowfox |
| 4. Show – 90er-Jahre-Special     | 08. April 2016 | Cha-Cha-Cha, Slowfox, Samba, Rumba, Quickstepp, Langsamer Walzer, Contemporary Dance oder Wiener Walzer sowie ein Boys-vs.-Girls-Battle (Hip-Hop und Breakdance vs. Jazz und Funky Moves) |
| 5. Show                          | 15. April 2016 | Paso Doble, Samba, Cha-Cha-Cha, Slowfox, Contemporary Dance, Langsamer Walzer oder Rumba                                                                                                  |
| 6. Show – Movie-Special          | 22. April 2016 | Tango, Slowfox, Contemporary Dance oder Langsamer Walzer |
| 7. Show                          | 29. April 2016 | Salsa, Samba, Jive, Cha-Cha-Cha, Contemporary Dance, Paso Doble oder Tango, sowie ein gruppenweise bewerteter Teamtanz (jeweils Freestyle)                                                |
| 8. Show – Around the World       | 06. Mai 2016   | Charleston, Merengue, Bollywood, Rock’n’Roll, Lindy Hop, Hip-Hop oder Lambada, sowie ein Discofox-Marathon aller sieben Paare                                                             |
| 9. Show – One-Hit-Wonder-Special | 13. Mai 2016   | Einer der noch nicht gezeigten Tänze (Jive, Rumba, Quickstepp, Contemporary Dance, Wiener Walzer), sowie Tanzduelle (Jive, Tango Argentino, Rumba)                                        |
| 10. Show                         | 20. Mai 2016   | Einer der noch nicht gezeigten Tänze (Quickstepp, Wiener Walzer, Samba, Paso Doble, Salsa), sowie eine Fusion-Performance jedes verbliebenen Paares                                       |
| 11. Show – Halbfinale            | 27. Mai 2016   | Zwei der noch nicht gezeigten Tänze (Salsa, Jive, Paso Doble, Rumba, Tango, Contemporary Dance), sowie improvisierte Tänze (Slowfox, Salsa, Cha-Cha-Cha)                                  |
| 12. Show – Finale                | 03. Juni 2016  | Jurytanz, Lieblingstanz sowie ein Freestyle |

## Ergebnisse
| Paar                                            | Platz | Letzter Tanz                         | 1  | 2  | 3   | 4 2  | 5   | 6   | 7 5   | 8 6   | 9        | 10       | 11          | 12          | ø je Tanz |
| ----------------------------------------------- | ----- | ------------------------------------ | -- | -- | --- | ---- | --- | --- | ----- | ----- | -------- | -------- | ----------- | ----------- | --------- |
| Victoria Swarovski & Erich Klann                | 1     | Langsamer Walzer, Samba, Freestyle   | 23 | 25 | 26  | 23+4 | 25  | – 4 | 30+21 | 28+10 | 49 26+23 | 60 30+30 | 89 29+30+30 | 87 30+29+28 | 27,00     |
| Sarah Lombardi & Robert Beitsch                 | 2     | Cha-Cha-Cha, Contemporary, Freestyle | 11 | 16 | 14  | 14+4 | 14  | 30  | 30+21 | 27+2  | 43 23+20 | 43 20+23 | 73 23+26+24 | 78 21+30+27 | 21,78     |
| Jana Pallaske & Massimo Sinató                  | 3     | Jive, Tango, Freestyle               | 26 | 25 | 30  | 27+4 | 25  | 26  | 24+21 | 29+6  | 57 28+29 | 58 28+30 | 79 27+30+22 | 86 26+30+30 | 27,00     |
| Eric Stehfest & Oana Nechiti                    | 4     | Salsa, Rumba, Slowfox                | 29 | 23 | 30  | 21+7 | 22  | 23  | 28+21 | 30+4  | 45 19+26 | 50 25+25 | 68 22+20+26 |             | 24,38     |
| Julius Brink & Ekaterina Leonova                | 5     | Wiener Walzer, Fusion                | 16 | 20 | 24  | 22+7 | – 3 | 27  | 21+21 | 22+8  | 50 23+27 | 50 24+26 |             |             | 22,75     |
| Ulli Potofski & Kathrin Menzinger               | 6     | Rumba, Tango Argentino               | 5  |    | 5 1 | 7+7  | 6   | 6   | 4+21  | 3+1   | 10 5+5   |          |             |             | 05,11     |
| Alessandra Meyer-Wölden & Sergiu Luca           | 7     | Merengue, Discofox                   | 21 | 11 | 17  | 22+4 | 21  | 24  | 25+21 | 17+3  |          |          |             |             | 19,75     |
| Nastassja Kinski & Christian Polanc             | 8     | Salsa, Freestyle                     | 14 | 12 | 11  | 9+4  | 16  | 13  | 15+21 |       |          |          |             |             | 12,86     |
| Michael Wendler & Isabel Edvardsson             | 9     | Langsamer Walzer                     | 8  | 10 | 10  | 11+7 | 7   | 12  |       |       |          |          |             |             | 09,67     |
| Thomas Häßler & Regina Luca                     | 10    | Cha-Cha-Cha                          | 8  | 13 | 7   | 11+7 | 10  |     |       |       |          |          |             |             | 09,80     |
| Sonja Kirchberger & Ilia Russo • Vadim Garbuzov | 11    | Slowfox                              | 18 | 14 | 15  | 16+4 |     |     |       |       |          |          |             |             | 15,75     |
| Attila Hildmann & Oxana Lebedew                 | 12    | Jive                                 | 10 | 5  | 13  |      |     |     |       |       |          |          |             |             | 09,33     |
| Franziska Traub & Vadim Garbuzov                | 13    | Rumba                                | 11 | 13 | –   |      |     |     |       |       |          |          |             |             | 12,00     |
| Niels Ruf & Otlile Mabuse                       | 14    | Jive                                 | 8  | 6  |     |      |     |     |       |       |          |          |             |             | 07,00     |

Grüne Zahlen: höchste erreichte Jury-Punktzahl der Show
Rote Zahlen: niedrigste erreichte Jury-Punktzahl der Show
Nach Jury- und Zuschauervoting Letztplatzierte
Weitergekommen ohne Präsentation eines Tanzes
Verletzungsbedingte Aufgabe
* Punkte in Normalgröße: Wertungen in Standardtänzen oder vergleichbaren Tänzen (bilden Durchschnittswert)
* Punkte in Kleinschrift in oberer Zeile: Wertungen für Sondertänze
* Punkte in Kleinschrift in unterer Zeile: Zusammensetzung der Gesamtwertung bei zwei oder mehr Standardtänzen
1 Ulli Potofski rückte am 31. März für die verletzte Franziska Traub nach.
2 Das Endergebnis setzt sich aus der Wertung für einen Paartanz und der Teamleistung im Battle zusammen.
3 Julius Brink konnte aus gesundheitlichen Gründen am 15. April nicht antreten.
4 Victoria Swarovski trat aufgrund eines Trauerfalls in der Familie am 22. April nicht auf.
5 Das Endergebnis setzt sich aus den Wertungen für einen Paartanz und für den Teamtanz zusammen.
6 Das Endergebnis setzt sich aus der Wertung für einen Paartanz und zusätzlichen 1–10 Punkten für den Discofox-Marathon zusammen.

## Einzelne Tanzwochen
| Tanzpaar                              | Tanz             | Musik                                                                    |
| ------------------------------------- | ---------------- | ------------------------------------------------------------------------ |
| Sarah Lombardi & Robert Beitsch       | Quickstepp       | Louane – Avenir                                                          |
| Alessandra Meyer-Wölden & Sergiu Luca | Langsamer Walzer | Kate Winslet – What If                                                   |
| Michael Wendler & Isabel Edvardsson   | Cha-Cha-Cha      | Andrea Berg – Du hast mich tausendmal belogen                            |
| Thomas Häßler & Regina Luca           | Langsamer Walzer | Bryan Adams – Heaven                                                     |
| Victoria Swarovski & Erich Klann      | Cha-Cha-Cha      | Flo Rida feat. Robin Thicke & Verdine White – I Don’t Like It, I Love It |
| Sonja Kirchberger & Ilia Russo        | Wiener Walzer    | Annie Lennox – I Put a Spell on You                                      |
| Julius Brink & Ekaterina Leonova      | Quickstepp       | The BossHoss – Like Ice in the Sunshine                                  |
| Franziska Traub & Vadim Garbuzov      | Cha-Cha-Cha      | Tom Jones – She’s a Lady                                                 |
| Niels Ruf & Otlile Mabuse             | Wiener Walzer    | Nick Cave and the Bad Seeds & Kylie Minogue – Where the Wild Roses Grow  |
| Attila Hildmann & Oxana Lebedew       | Quickstepp       | Paul Anka – Wonderwall                                                   |
| Ulli Potofski & Kathrin Menzinger     | Cha-Cha-Cha      | Boney M. – Daddy Cool                                                    |
| Jana Pallaske & Massimo Sinató        | Cha-Cha-Cha      | Robin Schulz feat. Francesco Yates – Sugar                               |
| Eric Stehfest & Oana Nechiti          | Cha-Cha-Cha      | Feder feat. Lyse – Goodbye                                               |
| Nastassja Kinski & Christian Polanc   | Wiener Walzer    | Tina Arena – Everybody Hurts                                             |

| Tanzpaar                              | Tanz    | Musik                                                |
| ------------------------------------- | ------- | ---------------------------------------------------- |
| Alessandra Meyer-Wölden & Sergiu Luca | Salsa   | Rhythms del Mundo feat. 2raumwohnung – 36 Grad       |
| Julius Brink & Ekaterina Leonova      | Rumba   | Robbie Williams – She’s the One                      |
| Attila Hildmann & Oxana Lebedew       | Rumba   | Bruno Mars – When I Was Your Man                     |
| Sarah Lombardi & Robert Beitsch       | Salsa   | Marc Anthony – Vivir mi vida                         |
| Thomas Häßler & Regina Luca           | Jive    | Elton John – Crocodile Rock                          |
| Victoria Swarovski & Erich Klann      | Slowfox | Anna Naklab feat. Alle Farben & YOUNOTUS – Supergirl |
| Sonja Kirchberger & Ilia Russo        | Jive    | Zaz – Je veux                                        |
| Nastassja Kinski & Christian Polanc   | Rumba   | Mariah Carey – I Want to Know What Love Is           |
| Michael Wendler & Isabel Edvardsson   | Slowfox | The Monkees – Daydream Believer                      |
| Jana Pallaske & Massimo Sinató        | Jive    | Mark Forster – Flash mich                            |
| Niels Ruf & Otlile Mabuse             | Jive    | Miami Sound Machine – Bad Boy                        |
| Franziska Traub & Vadim Garbuzov      | Rumba   | Tina Turner – Private Dancer                         |
| Eric Stehfest & Oana Nechiti          | Slowfox | Hozier – Take Me to Church                           |

| Tanzpaar                              | Tanz         | Musik                                        |
| ------------------------------------- | ------------ | -------------------------------------------- |
| Michael Wendler & Isabel Edvardsson   | Jive         | Culture Club – Karma Chameleon               |
| Alessandra Meyer-Wölden & Sergiu Luca | Tango        | Eurythmics – Sweet Dreams (Are Made of This) |
| Victoria Swarovski & Erich Klann      | Jive         | Wham! – Wake Me Up Before You Go-Go          |
| Thomas Häßler & Regina Luca           | Paso Doble   | Bon Jovi – Livin’ on a Prayer                |
| Sarah Lombardi & Robert Beitsch       | Rumba        | Whitney Houston – How Will I Know            |
| Sonja Kirchberger & Ilia Russo        | Rumba        | Chris de Burgh – The Lady in Red             |
| Julius Brink & Ekaterina Leonova      | Tango        | Kraftwerk – Das Model                        |
| Attila Hildmann & Oxana Lebedew       | Jive         | a-ha – Take On Me                            |
| Jana Pallaske & Massimo Sinató        | Tango        | David Bowie – Let’s Dance                    |
| Ulli Potofski & Kathrin Menzinger     | Slowfox      | Dionne Warwick – Heartbreaker                |
| Nastassja Kinski & Christian Polanc   | Slowfox      | Al Bano & Romina Power – Felicità            |
| Eric Stehfest & Oana Nechiti          | Contemporary | Herbert Grönemeyer – Flugzeuge im Bauch      |

| Tanzpaar                              | Tanz                 | Musik                                                 |
| ------------------------------------- | -------------------- | ----------------------------------------------------- |
| Sarah Lombardi & Robert Beitsch       | Cha-Cha-Cha          | Aqua – Barbie Girl                                    |
| Sonja Kirchberger & Vadim Garbuzov    | Slowfox              | Charles & Eddie – Would I Lie to You?                 |
| Julius Brink & Ekaterina Leonova      | Samba                | Mr. President – Coco Jamboo                           |
| Alessandra Meyer-Wölden & Sergiu Luca | Rumba                | Roxette – It Must Have Been Love                      |
| Michael Wendler & Isabel Edvardsson   | Quickstepp           | Matthias Reim – Verdammt, ich lieb’ Dich              |
| Nastassja Kinski & Christian Polanc   | Cha-Cha-Cha          | Cher – Strong Enough                                  |
| Victoria Swarovski & Erich Klann      | Rumba                | Toni Braxton – Un-Break My Heart                      |
| Ulli Potofski & Kathrin Menzinger     | Langsamer Walzer     | Curtis Stigers – I Wonder Why                         |
| Eric Stehfest & Oana Nechiti          | Samba                | Los del Río – Macarena                                |
| Thomas Häßler & Regina Luca           | Contemporary         | Gianna Nannini & Edoardo Bennato – Un’estate italiana |
| Jana Pallaske & Massimo Sinató        | Wiener Walzer        | Metallica – Nothing Else Matters                      |
|                                       |                      |                                                       |
| Team Boys                             | Hip-Hop & Breakdance | Backstreet Boys – Everybody (Backstreet’s Back)       |
| Team Girls                            | Jazz & Funky Moves   | Spice Girls – Wannabe                                 |

| Tanzpaar                              | Tanz             | Musik                                                      |
| ------------------------------------- | ---------------- | ---------------------------------------------------------- |
| Alessandra Meyer-Wölden & Sergiu Luca | Paso Doble       | Florence + the Machine – Spectrum (Say My Name)            |
| Ulli Potofski & Kathrin Menzinger     | Paso Doble       | Meat Loaf – I’d Do Anything for Love (But I Won’t Do That) |
| Victoria Swarovski & Erich Klann      | Samba            | Major Lazer & DJ Snake feat. MØ – Lean On                  |
| Thomas Häßler & Regina Luca           | Cha-Cha-Cha      | Philip Bailey & Phil Collins – Easy Lover                  |
| Sarah Lombardi & Robert Beitsch       | Slowfox          | Maria Mena – I Was Made for Lovin’ You (Cover)             |
| Michael Wendler & Isabel Edvardsson   | Contemporary     | Yvonne Catterfeld – Hey (Cover)                            |
| Eric Stehfest & Oana Nechiti          | Langsamer Walzer | Procol Harum – A Whiter Shade of Pale                      |
| Nastassja Kinski & Christian Polanc   | Samba            | France Gall – Ella, elle l’a                               |
| Jana Pallaske & Massimo Sinató        | Rumba            | Amy Winehouse – Will You Love Me Tomorrow (Cover)          |

| Tanzpaar                              | Tanz             | Musik                                                                       |
| ------------------------------------- | ---------------- | --------------------------------------------------------------------------- |
| Ulli Potofski & Kathrin Menzinger     | Tango            | John Powell – You’ll Never Tango (aus Ice Age 3 – Die Dinosaurier sind los) |
| Alessandra Meyer-Wölden & Sergiu Luca | Slowfox          | Judy Garland – Somewhere over the Rainbow (aus Der Zauberer von Oz)         |
| Nastassja Kinski & Christian Polanc   | Contemporary     | Enya – Orinoco Flow (Sail Away) (aus Für immer Shrek)                       |
| Jana Pallaske & Massimo Sinató        | Slowfox          | Joe Cocker – You Can Leave Your Hat on (aus 9½ Wochen)                      |
| Michael Wendler & Isabel Edvardsson   | Langsamer Walzer | Martin Böttcher – Winnetou Theme (aus Winnetou 1. Teil)                     |
| Sarah Lombardi & Robert Beitsch       | Contemporary     | Beyoncé – Crazy in Love (aus Fifty Shades of Grey)                          |
| Eric Stehfest & Oana Nechiti          | Tango            | Cher – Welcome to Burlesque (aus Burlesque)                                 |
| Julius Brink & Ekaterina Leonova      | Slowfox          | B. J. Thomas – Raindrops Keep Fallin’ on My Head (aus Zwei Banditen)        |

| Tanzpaar                              | Tanz         | Musik                                                                         |
| ------------------------------------- | ------------ | ----------------------------------------------------------------------------- |
| Nastassja Kinski & Christian Polanc   | Salsa        | Harry Belafonte – Matilda                                                     |
| Ulli Potofski & Kathrin Menzinger     | Samba        | Bee Gees – Night Fever                                                        |
| Eric Stehfest & Oana Nechiti          | Jive         | Jackie Wilson – Reet Petite (The Sweetest Girl in Town)                       |
| Julius Brink & Ekaterina Leonova      | Cha-Cha-Cha  | John Travolta & Olivia Newton-John – Summer Nights                            |
| Jana Pallaske & Massimo Sinató        | Samba        | Enrique Iglesias feat. Sean Paul, Descemer Bueno & Gente de Zona – Bailando   |
| Alessandra Meyer-Wölden & Sergiu Luca | Contemporary | Sia – California Dreamin’                                                     |
| Sarah Lombardi & Robert Beitsch       | Paso Doble   | Rodrigo y Gabriela – Hora Zero                                                |
| Victoria Swarovski & Erich Klann      | Tango        | Liberacion, Miguel Galindo, Alejandro Marehuala & Gerardo Garcia – El Antifaz |
|                                       |              |                                                                               |
| Team „Ullinators“                     | Freestyle    | Awolnation – Sail                                                             |
| Team „Heart-Core“                     | Freestyle    | Awolnation – Sail                                                             |

| Tanzpaar                              | Tanz        | Musik |
| ------------------------------------- | ----------- | --- |
| Victoria Swarovski & Erich Klann      | Charleston  | C2C feat. Derek Martin – Happy |
| Alessandra Meyer-Wölden & Sergiu Luca | Merengue    | Elvis Crespo – Suavemente |
| Sarah Lombardi & Robert Beitsch       | Bollywood   | Udit Narayan, Jaspinder Narula, Udbhav, Manohar Shetty, Ishaan, Shweta Pandit, Sonali Bhatawdekar & Pritha Mazumdar – Soni Soni |
| Ulli Potofski & Kathrin Menzinger     | Rock’n’Roll | Elvis Presley – Blue Suede Shoes |
| Julius Brink & Ekaterina Leonova      | Lindy Hop   | The Andrews Sisters – Sing, Sing, Sing |
| Eric Stehfest & Oana Nechiti          | Hip-Hop     | Will Smith feat. Coko – Men in Black |
| Jana Pallaske & Massimo Sinató        | Lambada     | Kaoma – Lambada |
|                                       |             | |
| alle Paare                            | Discofox    | Medley: Mickie Krause – Biste braun, kriegste Fraun • PUR – Ich lieb’ dich (egal wie das klingt) • Geier Sturzflug – Pure Lust am Leben • Vanessa Mai – Ich sterb für dich • Roland Kaiser & Maite Kelly – Warum hast Du nicht nein gesagt • Helene Fischer – Fehlerfrei • Der Jockel & Der Sommer – I bums Di |

| Tanzpaar                                                           | Tanz            | Musik                                      |
| ------------------------------------------------------------------ | --------------- | ------------------------------------------ |
| Julius Brink & Ekaterina Leonova                                   | Jive            | Lou Bega – Mambo No. 5 (A Little Bit Of …) |
| Ulli Potofski & Kathrin Menzinger                                  | Rumba           | Wet Wet Wet – Love Is All Around           |
| Jana Pallaske & Massimo Sinató                                     | Quickstepp      | Soulsister – The Way to Your Heart         |
| Eric Stehfest & Oana Nechiti                                       | Quickstepp      | Spin Doctors – Two Princes                 |
| Victoria Swarovski & Erich Klann                                   | Contemporary    | Maria McKee – Show Me Heaven               |
| Sarah Lombardi & Robert Beitsch                                    | Wiener Walzer   | Sam Brown – Stop!                          |
|                                                                    |                 |                                            |
| Eric Stehfest & Oana Nechiti Victoria Swarovski & Erich Klann      | Jive            | Alesha Dixon – The Boy Does Nothing        |
| Ulli Potofski & Kathrin Menzinger Julius Brink & Ekaterina Leonova | Tango Argentino | Vanessa Paradis – Joe le taxi              |
| Sarah Lombardi & Robert Beitsch Jana Pallaske & Massimo Sinató     | Rumba           | Tito & Tarantula – After Dark              |

| Tanzpaar                         | Tanz                                  | Musik                                                      |
| -------------------------------- | ------------------------------------- | ---------------------------------------------------------- |
| Victoria Swarovski & Erich Klann | Quickstepp                            | The Bangles – Walk Like an Egyptian                        |
| Victoria Swarovski & Erich Klann | Fusion (Rumba & Cha-Cha-Cha)          | Donna Summer – On the Radio                                |
| Julius Brink & Ekaterina Leonova | Wiener Walzer                         | Meghan Trainor feat. John Legend – Like I’m Gonna Lose You |
| Julius Brink & Ekaterina Leonova | Fusion (Rumba & Jive)                 | Walk the Moon – Shut Up + Dance                            |
| Sarah Lombardi & Robert Beitsch  | Samba                                 | Sia feat. Sean Paul – Cheap Thrills                        |
| Sarah Lombardi & Robert Beitsch  | Fusion (Wiener Walzer & Contemporary) | Cyndi Lauper – Girls Just Wanna Have Fun                   |
| Eric Stehfest & Oana Nechiti     | Paso Doble                            | Andy Fortuna – Matador Paso                                |
| Eric Stehfest & Oana Nechiti     | Fusion (Contemporary & Jive)          | Heinz Rudolf Kunze – Dein ist mein ganzes Herz             |
| Jana Pallaske & Massimo Sinató   | Salsa                                 | Álvaro Soler – El mismo sol                                |
| Jana Pallaske & Massimo Sinató   | Fusion (Tango Argentino & Rumba)      | Adele – Hello                                              |

| Tanzpaar                         | Tanz                        | Musik                                         |
| -------------------------------- | --------------------------- | --------------------------------------------- |
| Eric Stehfest & Oana Nechiti     | Salsa                       | Gloria Estefan – Oye mi canto (Hear My Voice) |
| Eric Stehfest & Oana Nechiti     | Rumba                       | Elvis Presley – Love Me Tender                |
| Eric Stehfest & Oana Nechiti     | Slowfox (Improvisation)     | Tammy Wynette – Stand by Your Man             |
| Victoria Swarovski & Erich Klann | Salsa                       | Culcha Candela feat. Roldan – La Bomba        |
| Victoria Swarovski & Erich Klann | Paso Doble                  | James Horner – El sombrero blanco             |
| Victoria Swarovski & Erich Klann | Slowfox (Improvisation)     | Bobby McFerrin – Don’t Worry, Be Happy        |
| Sarah Lombardi & Robert Beitsch  | Jive                        | Elle King – Ex’s & Oh’s                       |
| Sarah Lombardi & Robert Beitsch  | Tango                       | Jack White & Alicia Keys – Another Way to Die |
| Sarah Lombardi & Robert Beitsch  | Salsa (Improvisation)       | Celia Cruz – La vida es un carnaval           |
| Jana Pallaske & Massimo Sinató   | Paso Doble                  | Woodkid – Iron                                |
| Jana Pallaske & Massimo Sinató   | Contemporary                | Cyndi Lauper – True Colors                    |
| Jana Pallaske & Massimo Sinató   | Cha-Cha-Cha (Improvisation) | DNCE – Cake by the Ocean                      |

| Tanzpaar                         | Tanz             | Musik |
| -------------------------------- | ---------------- | --- |
| Sarah Lombardi & Robert Beitsch  | Cha-Cha-Cha      | Meghan Trainor – Better When I’m Dancin’ |
| Sarah Lombardi & Robert Beitsch  | Contemporary     | Beyoncé – Crazy in Love |
| Sarah Lombardi & Robert Beitsch  | Freestyle        | Medley aus Disney-Songs |
| Victoria Swarovski & Erich Klann | Langsamer Walzer | Sarah Connor – Wie schön du bist |
| Victoria Swarovski & Erich Klann | Samba            | Major Lazer & DJ Snake feat. MØ – Lean On |
| Victoria Swarovski & Erich Klann | Freestyle        | Medley aus Die Maske: Royal Crown Revue – Hey! Pachuco! • Orchestral Score, Randy Edelman feat. The Irish Film Orchestra – Tango in the Park • Domino – This Business of Love • Jim Carrey – Cuban Pete |
| Jana Pallaske & Massimo Sinató   | Jive             | Blondie – One Way or Another |
| Jana Pallaske & Massimo Sinató   | Tango            | David Bowie – Let’s Dance |
| Jana Pallaske & Massimo Sinató   | Freestyle        | James Newton Howard feat. Jennifer Lawrence – The Hanging Tree |

## Tanztabelle
| Paar                  | Show 1           | Show 2  | Show 3         | Show 4           | Show 4                            | Show 5           | Show 6           | Show 7         | Show 7                        | Show 8      | Show 8            | Show 9         | Show 9          | Show 10       | Show 10                                 | Show 11    | Show 11        | Show 11                     | Show 12          | Show 12        | Show 12   |
| --------------------- | ---------------- | ------- | -------------- | ---------------- | --------------------------------- | ---------------- | ---------------- | -------------- | ----------------------------- | ----------- | ----------------- | -------------- | --------------- | ------------- | --------------------------------------- | ---------- | -------------- | --------------------------- | ---------------- | -------------- | --------- |
| Victoria & Erich      | Cha-Cha-Cha      | Slowfox | Jive           | Rumba            | Freestyle (Boys-vs.-Girls-Battle) | Samba            |                  | Tango          | Freestyle (Team "Heart-Core") | Charleston  | Discofox-Marathon | Contem- porary | Jive            | Quickstepp    | Fusion (Rumba & Cha-Cha-Cha)            | Salsa      | Paso Doble     | Slowfox (Improvisation)     | Langsamer Walzer | Samba          | Freestyle |
| Sarah & Robert        | Quickstepp       | Salsa   | Rumba          | Cha-Cha-Cha      | Freestyle (Boys-vs.-Girls-Battle) | Slowfox          | Contem- porary   | Paso Doble     | Freestyle (Team "Ullinators") | Bollywood   | Discofox-Marathon | Wiener Walzer  | Rumba           | Samba         | Fusion (Wiener Walzer & Contem- porary) | Jive       | Tango          | Salsa (Improvisation)       | Cha-Cha-Cha      | Contem- porary | Freestyle |
| Jana & Massimo        | Cha-Cha-Cha      | Jive    | Tango          | Wiener Walzer    | Freestyle (Boys-vs.-Girls-Battle) | Rumba            | Slowfox          | Samba          | Freestyle (Team "Heart-Core") | Lambada     | Discofox-Marathon | Quickstepp     | Rumba           | Salsa         | Fusion (Tango Argentino & Rumba)        | Paso Doble | Contem- porary | Cha-Cha-Cha (Improvisation) | Jive             | Tango          | Freestyle |
| Eric & Oana           | Cha-Cha-Cha      | Slowfox | Contem- porary | Samba            | Freestyle (Boys-vs.-Girls-Battle) | Langsamer Walzer | Tango            | Jive           | Freestyle (Team "Ullinators") | Hip-Hop     | Discofox-Marathon | Quickstepp     | Jive            | Paso Doble    | Fusion (Contem- porary & Jive)          | Salsa      | Rumba          | Slowfox (Improvisation)     |                  |                |           |
| Julius & Ekaterina    | Quickstepp       | Rumba   | Tango          | Samba            | Freestyle (Boys-vs.-Girls-Battle) |                  | Slowfox          | Cha-Cha-Cha    | Freestyle (Team "Heart-Core") | Lindy Hop   | Discofox-Marathon | Jive           | Tango Argentino | Wiener Walzer | Fusion (Rumba & Jive)                   |            |                |                             |                  |                |           |
| Ulli & Kathrin        | Cha-Cha-Cha      |         | Slowfox        | Langsamer Walzer | Freestyle (Boys-vs.-Girls-Battle) | Paso Doble       | Tango            | Samba          | Freestyle (Team "Ullinators") | Rock'n'Roll | Discofox-Marathon | Rumba          | Tango Argentino |               |                                         |            |                |                             |                  |                |           |
| Alessandra & Sergiu   | Langsamer Walzer | Salsa   | Tango          | Rumba            | Freestyle (Boys-vs.-Girls-Battle) | Paso Doble       | Slowfox          | Contem- porary | Freestyle (Team "Ullinators") | Merengue    | Discofox-Marathon |                |                 |               |                                         |            |                |                             |                  |                |           |
| Nastassja & Christian | Wiener Walzer    | Rumba   | Slowfox        | Cha-Cha-Cha      | Freestyle (Boys-vs.-Girls-Battle) | Samba            | Contem- porary   | Salsa          | Freestyle (Team "Heart-Core") |             |                   |                |                 |               |                                         |            |                |                             |                  |                |           |
| Michael & Isabel      | Cha-Cha-Cha      | Slowfox | Jive           | Quickstepp       | Freestyle (Boys-vs.-Girls-Battle) | Contem- porary   | Langsamer Walzer |                |                               |             |                   |                |                 |               |                                         |            |                |                             |                  |                |           |
| Thomas & Regina       | Langsamer Walzer | Jive    | Paso Doble     | Contem- porary   | Freestyle (Boys-vs.-Girls-Battle) | Cha-Cha-Cha      |                  |                |                               |             |                   |                |                 |               |                                         |            |                |                             |                  |                |           |
| Sonja & Ilia • Vadim  | Wiener Walzer    | Jive    | Rumba          | Slowfox          | Freestyle (Boys-vs.-Girls-Battle) |                  |                  |                |                               |             |                   |                |                 |               |                                         |            |                |                             |                  |                |           |
| Attila & Oxana        | Quickstepp       | Rumba   | Jive           |                  |                                   |                  |                  |                |                               |             |                   |                |                 |               |                                         |            |                |                             |                  |                |           |
| Franziska & Vadim     | Cha-Cha-Cha      | Rumba   |                |                  |                                   |                  |                  |                |                               |             |                   |                |                 |               |                                         |            |                |                             |                  |                |           |
| Niels & Otlile        | Wiener Walzer    | Jive    |                |                  |                                   |                  |                  |                |                               |             |                   |                |                 |               |                                         |            |                |                             |                  |                |           |

Höchste Bewertung00Niedrigste Bewertung00Paar ist nicht angetreten00Paar ist ausgeschieden00Nichtbewerteter Finaltanz

## Höchste und niedrigste Bewertung

### Nach Tanz
| Tanz                     | Bester Promi                                                           | Punktzahl | Schlechtester Promi                                                                                        | Punktzahl |
| ------------------------ | ---------------------------------------------------------------------- | --------- | --- | --------- |
| Bollywood                | Sarah Lombardi                                                         | 27        | Sarah Lombardi                                                                                             | 27        |
| Cha-Cha-Cha              | Eric Stehfest                                                          | 29        | Ulli Potofski                                                                                              | 5         |
| Charleston               | Victoria Swarovski                                                     | 28        | Victoria Swarovski                                                                                         | 28        |
| Contemporary             | Eric Stehfest Sarah Lombardi Jana Pallaske                             | 30        | Michael Wendler                                                                                            | 7         |
| Discofox                 | Victoria Swarovski                                                     | 10 von 10 | Ulli Potofski                                                                                              | 1 von 10  |
| Freestyle Boys-vs.-Girls | Julius Brink Michael Wendler Ulli Potofski Eric Stehfest Thomas Häßler | 7 von 10  | Sarah Lombardi Sonja Kirchberger Alessandra Meyer-Wölden Nastassja Kinski Victoria Swarovski Jana Pallaske | 4 von 10  |
| Freestyle                | Jana Pallaske                                                          | 30        | Sarah Lombardi                                                                                             | 27        |
| Hip-Hop                  | Eric Stehfest                                                          | 30        | Eric Stehfest                                                                                              | 30        |
| Jive                     | Eric Stehfest                                                          | 28        | Niels Ruf                                                                                                  | 6         |
| Lambada                  | Jana Pallaske                                                          | 29        | Jana Pallaske                                                                                              | 29        |
| Langsamer Walzer         | Victoria Swarovski                                                     | 30        | Ulli Potofski                                                                                              | 7         |
| Lindy Hop                | Julius Brink                                                           | 22        | Julius Brink                                                                                               | 22        |
| Merengue                 | Alessandra Meyer-Wölden                                                | 17        | Alessandra Meyer-Wölden                                                                                    | 17        |
| Paso Doble               | Sarah Lombardi Victoria Swarovski                                      | 30        | Ulli Potofski                                                                                              | 6         |
| Quickstepp               | Victoria Swarovski                                                     | 30        | Attila Hildmann                                                                                            | 10        |
| Rock'n'Roll              | Ulli Potofski                                                          | 3         | Ulli Potofski                                                                                              | 3         |
| Rumba                    | Jana Pallaske                                                          | 29        | Attila Hildmann Ulli Potofski                                                                              | 5         |
| Salsa                    | Victoria Swarovski                                                     | 29        | Alessandra Meyer-Wölden                                                                                    | 11        |
| Samba                    | Victoria Swarovski                                                     | 29        | Ulli Potofski                                                                                              | 4         |
| Slowfox                  | Victoria Swarovski                                                     | 30        | Ulli Potofski                                                                                              | 5         |
| Tango                    | Jana Pallaske Victoria Swarovski                                       | 30        | Ulli Potofski                                                                                              | 6         |
| Tango Argentino          | Julius Brink                                                           | 27        | Ulli Potofski                                                                                              | 5         |
| Wiener Walzer            | Jana Pallaske                                                          | 27        | Niels Ruf                                                                                                  | 8         |

Punktezahlen nach drei, zwei oder einer 10-Punkte-Skala der Jury

### Nach Paar
| Tanzpaar              | Höchstbewerteter Tanz                                                             | Punktzahl | Niedrigstbewerteter Tanz | Punktzahl |
| --------------------- | --------------------------------------------------------------------------------- | --------- | ------------------------ | --------- |
| Alessandra & Sergiu   | Contemporary                                                                      | 25        | Salsa                    | 11        |
| Attila & Oxana        | Jive                                                                              | 13        | Rumba                    | 5         |
| Eric & Oana           | Contemporary Hip-Hop                                                              | 30        | Quickstep                | 19        |
| Franziska & Vadim     | Rumba                                                                             | 13        | Cha-Cha-Cha              | 11        |
| Jana & Massimo        | 2× Tango Fusion (Tango Argentino & Rumba) Contemporary Freestyle                  | 30        | Cha-Cha-Cha              | 22        |
| Julius & Ekaterina    | Slowfox Tango Argentino                                                           | 27        | Quickstepp               | 16        |
| Michael & Isabel      | Langsamer Walzer                                                                  | 12        | Contemporary             | 7         |
| Nastassja & Christian | Samba                                                                             | 16        | Cha-Cha-Cha              | 9         |
| Niels & Otlile        | Wiener Walzer                                                                     | 8         | Jive                     | 6         |
| Sarah & Robert        | 2× Contemporary Paso Doble                                                        | 30        | Quickstepp               | 11        |
| Sonja & Ilia • Vadim  | Wiener Walzer                                                                     | 18        | Jive                     | 14        |
| Thomas & Regina       | Jive                                                                              | 13        | Paso Doble               | 7         |
| Ulli & Kathrin        | Langsamer Walzer                                                                  | 7         | Rock'n'Roll              | 3         |
| Victoria & Erich      | Tango Quickstepp Fusion (Rumba & Cha-Cha-Cha) Paso Doble Slowfox Langsamer Walzer | 30        | Cha-Cha-Cha Rumba Jive   | 23        |